# Villefargeau
Villefargeau est une commune française située à 7 km à l'ouest d'Auxerre dans le département de l'Yonne en région Bourgogne-Franche-Comté.

## Géographie
Petit village de l'Yonne dans la région de Bourgogne-Franche-Comté, Villefargeau fait partie du canton d'Auxerre-Sud-Ouest. La commune est située à 165 mètres d'altitude et est voisine de Saint-Georges-sur-Baulche et de Chevannes. 887 habitants appelés les Villefargeaulais et Villefargeaulaises y résident sur une superficie de 13,8 km² (soit 64,4 hab/km²). La plus grande ville à proximité de Villefargeau est la ville d'Auxerre située au nord-est de la commune à 5 km. Villefargeau fait partie de l'agglomération d'Auxerre, c'est une commune membre de la Communauté de l’Auxerrois.

### Climat
Pour des articles plus généraux, voir Climat de la Bourgogne-Franche-Comté et Climat de l'Yonne.
En 2010, le climat de la commune est de type climat océanique dégradé des plaines du Centre et du Nord, selon une étude du Centre national de la recherche scientifique s'appuyant sur une série de données couvrant la période 1971-2000. En 2020, Météo-France publie une typologie des climats de la France métropolitaine dans laquelle la commune est exposée à un climat océanique altéré et est dans une zone de transition entre les régions climatiques « Lorraine, plateau de Langres, Morvan » et « Centre et contreforts nord du Massif Central ». 
Pour la période 1971-2000, la température annuelle moyenne est de 10,9 °C, avec une amplitude thermique annuelle de 15,6 °C. Le cumul annuel moyen de précipitations est de 711 mm, avec 11,5 jours de précipitations en janvier et 7,7 jours en juillet. Pour la période 1991-2020, la température moyenne annuelle observée sur la station météorologique de Météo-France la plus proche, « Aillant », sur la commune de Montholon à 15 km à vol d'oiseau, est de 11,5 °C et le cumul annuel moyen de précipitations est de 727,4 mm. 
La température maximale relevée sur cette station est de 42,7 °C, atteinte le 24 juillet 2019 ; la température minimale est de −23,5 °C, atteinte le 25 février 1986,,. 
Les paramètres climatiques de la commune ont été estimés pour le milieu du siècle (2041-2070) selon différents scénarios d'émission de gaz à effet de serre à partir des nouvelles projections climatiques de référence DRIAS-2020. Ils sont consultables sur un site dédié publié par Météo-France en novembre 2022.

## Urbanisme

### Typologie
Au 1er janvier 2024, Villefargeau est catégorisée bourg rural, selon la nouvelle grille communale de densité à sept niveaux définie par l'Insee en 2022.
Elle est située hors unité urbaine. Par ailleurs la commune fait partie de l'aire d'attraction d'Auxerre, dont elle est une commune de la couronne,. Cette aire, qui regroupe 104 communes, est catégorisée dans les aires de 50 000 à moins de 200 000 habitants,.

### Occupation des sols
L'occupation des sols de la commune, telle qu'elle ressort de la base de données européenne d’occupation biophysique des sols Corine Land Cover (CLC), est marquée par l'importance des forêts et milieux semi-naturels (52,7 % en 2018), une proportion identique à celle de 1990 (52,7 %). La répartition détaillée en 2018 est la suivante : 
forêts (50,8 %), terres arables (28,4 %), prairies (9,1 %), zones urbanisées (5,6 %), zones agricoles hétérogènes (2,5 %), milieux à végétation arbustive et/ou herbacée (1,9 %), eaux continentales (1,8 %). L'évolution de l’occupation des sols de la commune et de ses infrastructures peut être observée sur les différentes représentations cartographiques du territoire : la carte de Cassini (XVIIIe siècle), la carte d'état-major (1820-1866) et les cartes ou photos aériennes de l'IGN pour la période actuelle (1950 à aujourd'hui).

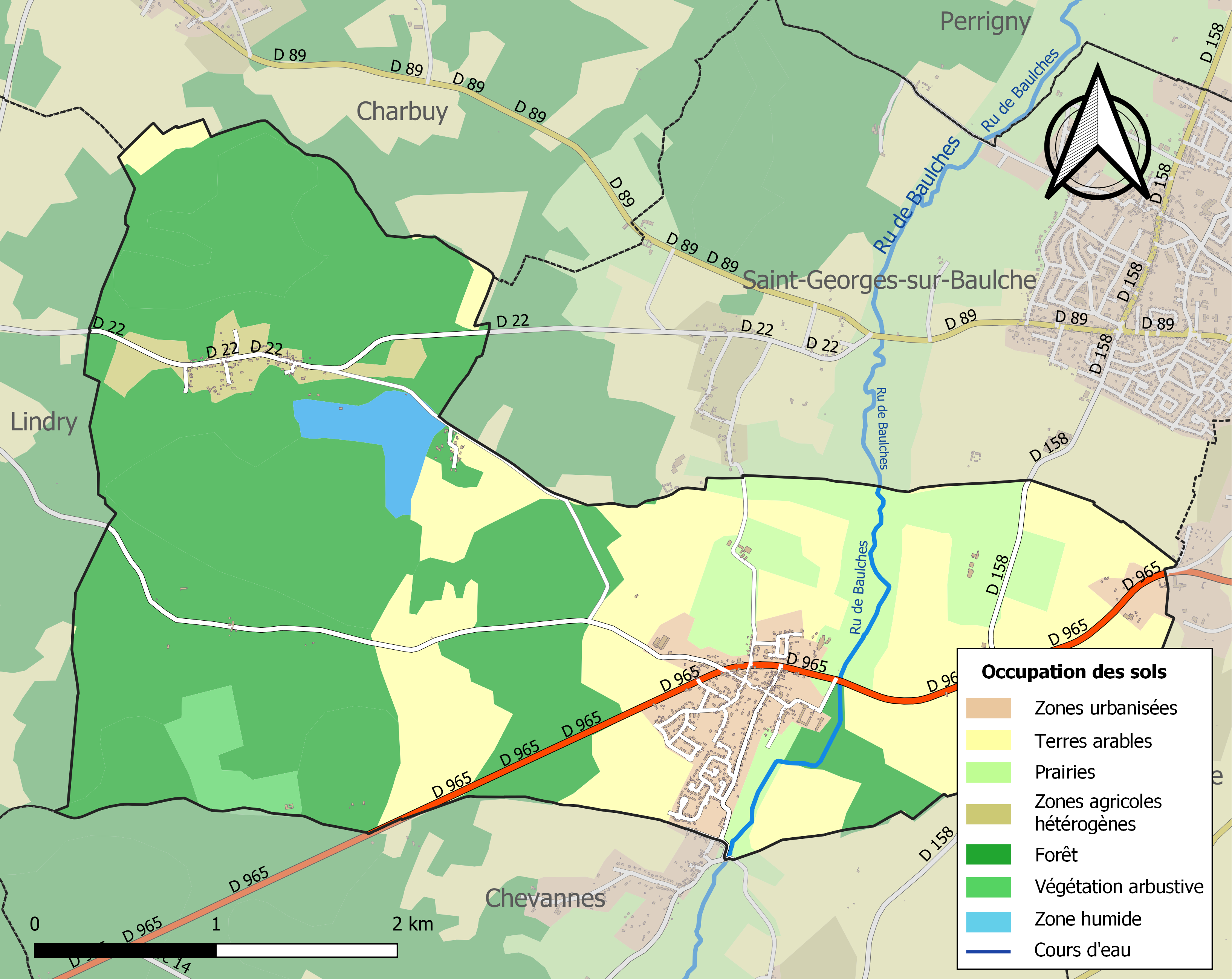
Carte des infrastructures et de l'occupation des sols de la commune en 2018 (CLC).

## Histoire
Anciennement Villa Ferreolus, Villefargeau fait partie de ces petits villages ayant gardé leur typicité tout en se situant aux portes de la ville. Initialement fief appartenant au comté d'Auxerre, Villefargeau revient en 1523 aux d'Estampes alors barons de la Ferté-Imbault. Si la petite église Saint-Léger de style XVIIe reste discrète, le château, fortement remanié au XIXe demeure quant à lui un des monuments phares de Villefargeau. Il se fit connaître lors des guerres de la Ligue parce qu'il abritait alors la noblesse de l'Auxerrois.
C'est enfin à Villefargeau qu'Olivier Cyr-Noël, sculpteur bronzier, a édifié une fontaine, en plein cœur du village.

## Héraldique
De sinople au pal ondé d'argent chargé en coeur d'une tour du champ accompagné en chef de deux fers de hache adossés d'argent et en pointe de deux tours du même, les cinq meubles ordonnés en sautoir. au chef cousu d'azur semé de billettes d'or.

## Politique et administration

### Liste des maires
| Période   | Période  | Identité        | Étiquette | Qualité |
| --------- | -------- | --------------- | --------- | ------- |
| mars 2001 | 2008     | Michel Broche   |           |         |
| mars 2008 | En cours | Pascal Barberet |           |         |

## Démographie
L'évolution du nombre d'habitants est connue à travers les recensements de la population effectués dans la commune depuis 1793. Pour les communes de moins de 10 000 habitants, une enquête de recensement portant sur toute la population est réalisée tous les cinq ans, les populations de référence des années intermédiaires étant quant à elles estimées par interpolation ou extrapolation. Pour la commune, le premier recensement exhaustif entrant dans le cadre du nouveau dispositif a été réalisé en 2006.

En 2022, la commune comptait 1 101 habitants, en évolution de +0,18 % par rapport à 2016 (Yonne : −1,95 %, France hors Mayotte : +2,11 %).
| 1793 | 1800 | 1806 | 1821 | 1831 | 1836 | 1841 | 1846 | 1851 |
| ---- | ---- | ---- | ---- | ---- | ---- | ---- | ---- | ---- |
| 272  | 359  | 383  | 435  | 448  | 407  | 424  | 434  | 449  |

| 1856 | 1861 | 1866 | 1872 | 1876 | 1881 | 1886 | 1891 | 1896 |
| ---- | ---- | ---- | ---- | ---- | ---- | ---- | ---- | ---- |
| 454  | 452  | 465  | 448  | 480  | 462  | 430  | 419  | 392  |

| 1901 | 1906 | 1911 | 1921 | 1926 | 1931 | 1936 | 1946 | 1954 |
| ---- | ---- | ---- | ---- | ---- | ---- | ---- | ---- | ---- |
| 375  | 355  | 342  | 319  | 309  | 270  | 311  | 308  | 347  |

| 1962 | 1968 | 1975 | 1982 | 1990 | 1999 | 2006 | 2011  | 2016  |
| ---- | ---- | ---- | ---- | ---- | ---- | ---- | ----- | ----- |
| 341  | 344  | 534  | 772  | 825  | 908  | 852  | 1 018 | 1 099 |

| 2021  | 2022  | - | - | - | - | - | - | - |
| ----- | ----- | - | - | - | - | - | - | - |
| 1 109 | 1 101 | - | - | - | - | - | - | - |

## Personnalités liées à la commune
Emile Louis, gardien du château

## Jumelages
- Bekond (Allemagne) (Rhénanie-Palatinat)

## Pour approfondir